# SEKAI NO OWARI “The House”
SEKAI NO OWARI "The House"（セカイノオワリ・ザ・ハウス）とは、2020年4月よりTOKYO FMをキー局にJFN38局で全国放送されているラジオ番組である。
2023年6月の、キリンビール「氷結」の提供に伴いタイトルを『キリン氷結 presents SEKAI NO OWARI "The House"』として2週間放送していたが、6月18日の放送からは、「キリン氷結」の提供は変わらず、『SEKAI NO OWARI "The House"』というタイトルに戻った。
現在は、提供から外れている。

## 概要
2020年3月にTOKYO FMのラジオ番組「SCHOOL OF LOCK!」内の「セカオワLOCKS!」が休講した後に同局で放送が始まったラジオ番組。実質的な後継番組となっている。パーソナリティはSEKAI NO OWARIの4人で「いつものリビングで、4人のおしゃべりが始まる」をテーマにしている。
新型コロナウイルス感染拡大により様々な収録スタイルを模索。
第1回、第2回はFukaseが現在住んでいる通称セカオワハウスのリビングで収録。机の上に置かれたカードに書かれているテーマに沿って会話するスタイルを採っていた。
新型コロナウイルス感染拡大に伴って、第3回よりメンバー各々が自宅で録音した音声をつなげるリレー形式が採られた。第6回からはリレー形式ではなくメンバー4人がテレビ電話を繋ぎ会話するスタイルに変更された。
第12回以降は、セカオワハウスにある地下スタジオで収録をしている。
第14回はNakajinとSaori、第15回はFukaseとDJ LOVEがそれぞれ2人ずつで収録。
2021年4月から放送時間を土曜 22:30 - 22:55に枠移動した。
第165回は新曲「ターコイズ」が「NEW 氷結®」の 新CMソングになったことを記念して初の公開収録が行われた。この回から「キリン 氷結®」がスポンサーになった。